# Östergötlands runinskrifter 103
Runinskrift Ög 103 är en runsten som sitter horisontellt inmurad och väl synlig i ytterväggen på Kaga kyrka i Kaga socken, Östergötland.

## Stenen
Stenen påträffades, och lämnades synlig, vid kyrkorenovering 1907. Den sitter i markhöjd, i vapenhusets östra yttervägg nära kyrkans sydöstra hörn. Runstenen är av röd granit, 2,25 meter lång, tre decimeter tjock och tio till tolv decimeter bred. Runhöjden är 12 till 15 cm. Runstenen kan utifrån ormhuvudet som är sett uppifrån i Fågelperspektiv: Fp dateras till 1010-1050. Ristningen ifylldes med färg 1971. Nedan följer den från runor översatta inskriften:

## Inskriften
Runsvenska: tufi : raisti : stain : þinsi * iftiR : liþbufa * faþur * sin *
Normaliserad: Tofi ræisti stæin þennsi æftiR Lið-Bofa, faður sinn.
Nusvenska: Tove reste denna sten efter Lid-Bove, sin fader
I Östergötlands runinskrifter föreslås att Bove skulle kunna ha fått sitt tillnamn, Lid-, genom att ha tjänstgjort i Knut den stores þingmannalið, en militär elitstyrka med nordiska väringar stationerad i England (det existerade mellan 1018 och 1066). En annan sten som med säkerhet kan anknyta till tingalidet är U 668.